# Emery (Dakota del Sur)
Emery es una ciudad ubicada en el condado de Hanson en el estado estadounidense de Dakota del Sur. En el Censo de 2010 tenía una población de 447 habitantes y una densidad poblacional de 383,53 personas por km².

## Geografía
Emery se encuentra ubicada en las coordenadas 43°36′7″N 97°37′10″O / 43.60194, -97.61944. Según la Oficina del Censo de los Estados Unidos, Emery tiene una superficie total de 1.17 km², de la cual 1.17 km² corresponden a tierra firme y (0%) 0 km² es agua.

## Demografía
Según el censo de 2010, había 447 personas residiendo en Emery. La densidad de población era de 383,53 hab./km². De los 447 habitantes, Emery estaba compuesto por el 98.43% blancos, el 0% eran afroamericanos, el 0.22% eran amerindios, el 0.45% eran asiáticos, el 0% eran isleños del Pacífico, el 0% eran de otras razas y el 0.89% pertenecían a dos o más razas. Del total de la población el 0% eran hispanos o latinos de cualquier raza.